# Katrin Renz
Katrin Renz (* 1975) ist eine deutsche Filmproduzentin.

## Leben und Wirken
Katrin Renz absolvierte  ihr Studium der Neueren Deutschen Literatur und Medien sowie Anglistik an der  Philipps-Universität Marburg und der Thames Valley University in London.  Bereits während ihres Studiums sammelte sie durch Praktika beim ZDF, der  Deutschen Botschaft in London und RTL wertvolle Praxiserfahrungen.
Ihre berufliche Laufbahn  begann 2001 als Projektleiterin bei der Master School Drehbuch in Berlin. Von  2003 bis 2006 war sie als Producerin und Dramaturgin bei der Berliner  Filmproduktionsfirma Glücksfilm tätig. Anschließend wechselte sie als  Consultant zur MEDIA Antenne Berlin-Brandenburg, wo sie im Rahmen des  MEDIA-Programms der Europäischen Union arbeitete. Seit November 2007 ist sie  als Producerin bei der tellfilm aktiv.
Im Jahr 2014 wurde Katrin  Renz Gesellschafterin und Geschäftsführerin der tellfilm GmbH in Zürich. In  dieser Funktion produziert sie nationale und internationale Spiel- und  Dokumentarfilme. 2018 wurde sie als Producer on the Move nach Cannes  eingeladen. Seit Dezember 2020 ist sie Mitglied des Beirats der  MEDIA-Ersatzmaßnahmen, seit 2021 gehört sie der Jury des Filmfonds Wien an,  und im August 2023 trat sie dem Vorstand von Cinésuisse, dem Dachverband der  Schweizer Film- und Audiovisionsbranche, bei. Im Oktober 2024 übernahm sie  zudem die Aufgabe als Stiftungsrätin der UBS Kulturstiftung.
Katrin Renz ist Mitglied  der European Film Academy sowie der Schweizer Filmakademie.

## Filmografie (Auswahl)

### Als Produzentin
- 2025: Die Vorkosterinnen (Le assaggiatrici)
- 2023: Ingeborg Bachmann – Reise in die Wüste  (Spielfilm, Regie: Margarethe von Trotta)
- 2022: Dear Memories – Eine Reise mit dem Magnum-Fotografen Thomas Hoepker (Dokumentarfilm, Regie: Nahuel Lopez)
- 2022: Calcinculo (Spielfilm, Regie: Chiara Bellosi)
- 2021: Youth Topia (Spielfilm, Regie: Dennis Stormer)
- 2021: Monte Verità – Der Rausch der Freiheit (Spielfilm, Regie: Stefan Jäger)
- 2020: Imago (Kurzfilm, Regie: Remy Blaser)
- 2019: Dynastie Knie – 100 Jahre Schweizer Nationalcircus (Dokumentarserie, fiktionaler Teil, Regie Greg Zglinksi)
- 2018: Das Höllentor von Zürich (Spielfilm, Regie: Cyrill Moritz Oberholzer)
- 2017: Blue My Mind (Spielfilm, Regie: Lisa Brühlmann)
- 2017: Tiere (Spielfilm, Regie: Greg Zglinski)
- 2016: Die Hannas (Spielfilm, Regie: Julia C. Kaiser)
- 2016: Mathias Gnädinger – Die Liebe seines Lebens (Dokumentarfilm, Regie: Stefan Jäger)
- 2016: Der grosse Sommer (Spielfilm, Regie: Stefan Jäger)
- 2013: Horizon Beautiful (Spielfilm, Regie: Stefan Jäger)
- 2011: Tatort – Wunschdenken (Fernsehfilm, Regie: Markus Imboden)
- 2004: Vergissmeinnicht (Kurzfilm, Regie: Till Endemann)
- 2025: Sie glauben an Engel, Herr Drowak?